# Parotocinclus prata
Parotocinclus prata är en fiskart som beskrevs av Ribeiro, Melo och Pereira 2002. Parotocinclus prata ingår i släktet Parotocinclus och familjen Loricariidae. Inga underarter finns listade i Catalogue of Life.